# NGC 2192
NGC 2192 је расејано звездано јато у сазвежђу Кочијаш које се налази на NGC листи објеката дубоког неба.
Деклинација објекта је + 39° 51' 19" а ректасцензија 6h 15m 17,4s. Привидна величина (магнитуда) објекта NGC 2192 износи 10,9. NGC 2192 је још познат и под ознакама OCL 437.